# Martin Wolf
Martin Wolf (* 16. března 1946) je britský novinář, hlavní ekonomický komentátor deníku Financial Times. V roce 2000 obdržel za svou činnost řád CBE (Commander of the British Empire).
V roce 1971 úspěšně zakončil magisterské studium ekonomie na Oxfordské univerzitě a nastoupil do Světové banky. V roce 1981 Světovou banku opustil a získal manažerskou pozici v Trade Policy Research Centre v Londýně. Od roku 1987 pracuje pro deník Financial Times, kde od roku 1990 zastává pozici hlavního ekonomického komentátora.

## Publikace
- Why Globalization Works (Proč globalizace funguje) (Yale University Press, 2004) ISBN 978-0300102529